# Gerard Mathijsen
Gerard Mathijsen OSB (Weert, 19 augustus 1937) is een Nederlands benedictijner monnik en voormalig abt van de Sint-Adelbertabdij in Egmond-Binnen.

## Levensloop
Mathijsen ging naar het gymnasium aan het Bisschoppelijk College in Weert. In 1958 trad hij in bij de Sint-Paulusabdij in Oosterhout. Daarnaast volgde hij een studie theologie in Oosterhout, Egmond en Tilburg. Hij volgde van 1967 tot 1970 nog een studie in Rome. In 1978 trad hij in bij de Sint-Adelbertabdij in Egmond-Binnen en werd daar in 1981 tot prior administrator benoemd en in 1984 tot abt gekozen. Hij vierde in 2009 zijn 25-jarig jubileum.
In december 2019 is zijn demissie aangekondigd. In juni 2020 eindigde zijn abbatiaal. Hij werd opgevolgd door Thijs Ketelaars als abt van de Sint-Adelbertabdij in Egmond-Binnen.